# 全ての移住労働者及びその家族の権利の保護に関する国際条約

条約の批准、署名状況:
批准
署名のみ

全ての移住労働者及びその家族の構成員の権利の保護に関する国際条約（すべてのいじゅうろうどうしゃおよびそのかぞくのこうせいいんのけんりのほごにかんするこくさいじょうやく、英語: United Nations Convention on the Protection of the Rights of All Migrant Workers and Members of Their Families）は、季節労働者も含めた、そしてその職種を問わず全ての国外からの移住労働者（移民を含む）とその家族の尊厳と権利を保証するための国際人権条約である。
この条約は、搾取や差別といった不当な扱いを受けたり、劣悪な待遇の下で働くことを余儀なくされている外国出身の移住労働者の権利の擁立と確保を目的に1990年12月18日に国連総会で採択された。
まず条約の前文においては、国際労働機関の一連の国際労働条約と勧告（移住労働者に関する第97号と第143号）（[移民の雇用に関する勧告第86号）（移民労働者に関する勧告第151号）（強制労働禁止に関する第29及び第105号）の原則と国際連合教育科学文化機関の教育における差別を禁止する条約の原則の重要性が再確認され、「非正規な地位にある労働者が、しばしばその他の労働者よりも不利な条件で雇用されていること、及び、ある種の雇用者が、不公正競争の利益を得るためにかかる労働力を求める誘因を見出していることを考慮し、又、もし全ても移住労働者の基本的人権がより広範に認められるならば、非正規にある移住労働者の安価な雇用に頼ろうとすることは思いとどまらせられるであろうこと」を条約採択の根拠として明記している。
本文の第68条においては、不法滞在者の予防と除去の必要性（第68条）を掲げながらも、そうした人々の安全や社会的権利が確保されるよう、そして第8条から第35条においてはそうした人々や身分証明書を持たない移住労働者やその家族の権利（集団的追放や不当な追放を受けない権利（第22条）、社会保障（第27条）、雇用の非正規性により制約されない緊急医療を受ける権利 (第28条)も含む）についても規定している。第34条では移住労働者とその家族が経由国と雇用国の法律や規則に従い、居住国の文化的アイデンティティーを尊重する義務を明記している。
2002年9月に開かれた、国際連合安全保障理事会を含めた国際連合の改革を訴えた国連総会において当時のコフィー・アナン国際連合事務総長は人権、とりわけ社会的少数者、女性、子ども、移住労働者の人権の各国内での保護機関の必要性と国際連合人権高等弁務官事務所の果たすべき役割についても訴えた。また、この条約は障害者権利条約の前文(d)においても言及されている。

## 批准国
この条約は2003年7月1日に、エルサルバドルとグァテマラの批准によって発効した。2025年7月時点における批准国はフィリピンを始め北アフリカや南米諸国を中心とした60カ国である。
アルバニア、トルコ、ボスニア・ヘルツェゴビナを除く欧州評議会加盟国やアメリカ合衆国、カナダ、そしてオーストラリアや日本も含めたすべての先進国は移住労働者の増加による国内の失業や治安の悪化などを懸念して2025年7月現在も署名も批准も行っていない。

## 関連事項
- 国際人権法
- 移民
- 季節労働
- 外国人労働者
- 国際労働機関
- 国際移住機関
- 国際移民デー